# Dead Cross
Dead Cross ist eine US-amerikanische Crossover-Thrash-Supergroup. Sie besteht aus Sänger Mike Patton (Faith No More, Mr. Bungle und Fantômas), Gitarrist Michael Crain (Retox), Bassist Justin Pearson (The Locust, Head Wound City, Retox) und Schlagzeuger Dave Lombardo (ex-Slayer, Mr. Bungle, Fantômas).

## Bandgeschichte
Ursprünglich wurde Dead Cross als Liveband von Dave Lombardo, Justin Pearson, Michael Crain und dem Sänger Gabe Serbian (The Locust, Head Wound Coty und ex-Retox) gegründet. Das offizielle Gründungsdatum wurde der 30. November 2015, wobei die Mitglieder bereits unabhängig voneinander an einem Demo für Musikproduzent Ross Robinson gearbeitet hatten. Ihre erste gemeinsame Show fand am 2. Dezember im Roxy Theatre in New York statt.
Nachdem sie zunächst nur als Liveband aufgetreten waren, veröffentlichten sie am 8. März 2016 ihren ersten Song We’ll Sleep When They’re Dead.
Nachdem Serbian einige Songs für das Debütalbum einsang, verließ er überraschend die Band. Die Gruppe entschied sich, die Songs nicht zu veröffentlichen und nahmen stattdessen Mike Patton in die Band auf, der an eigenen Texten für die Songs arbeitete. Die ersten Songs mit ihm waren Shillelagh und Grave Slave. Das selbstbetitelte Debütalbum erschien schließlich am 4. August 2017 über Ipecac Recordings und Three One G. 2018 folgte eine ebenfalls selbstbetitelte EP mit zwei neuen Songs und zwei Remixen vom Debütalbum.
Die Covid-19-Pandemie stoppt zunächst die Arbeiten am zweiten Album. Während des Lockdowns erschien ein neues Stück sowie das Black-Flag-Cover Rise Above. Insbesondere Mike Patton litt jedoch unter der Pandemie und begab sich aufgrund mentaler Probleme, später als Agoraphobie benannt, in Therapie. Gleichzeitig wurde bei Crain Hautkrebs diagnostiziert. Er musste sich einer kostenintensiven Chemotherapie unterziehen, die er nur über Spendenaufrufe finanzieren konnte. Trotz dieser starken Einschränkungen gelang es der Band ein zweites Album aufzunehmen. Am 19. Juli 2022 erschien II.

## Musikstil
Die Band bezeichnet ihren Stil als Hardcore Punk, wobei die Musik eher als Metal, besonders als Thrash Metal, von der Musikpresse wahrgenommen wird.

## Diskografie

### Alben
- 2017: Dead Cross (Ipecac Recordings/Three One G)
- 2022: II (Ipecac Recordings)

### EPs
- 2018: Dead Cross (Ipecac Recordings)

### Singles
- 2020: Rise Above